# Jesus-Christus-Kirche am Berg von Allemühl

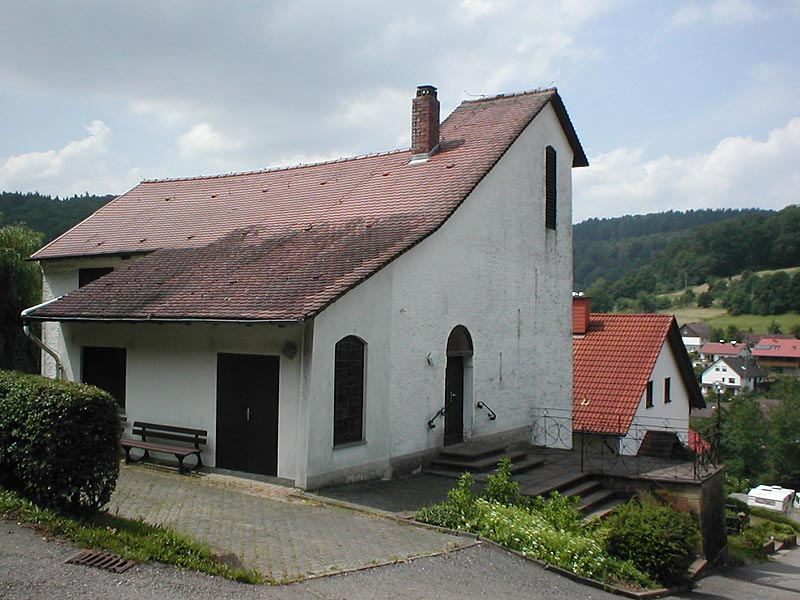
Dorfkirche Allemühl, Ansicht von Nordosten

Die Jesus-Christus-Kirche am Berg von Allemühl ist ein evangelisches Kirchenbauwerk in Allemühl, einem Ortsteil von Schönbrunn im Rhein-Neckar-Kreis in Baden-Württemberg. Die Kirchengemeinde Schönbrunn gehört zum Kirchenbezirk Neckargemünd-Eberbach der Evangelischen Landeskirche in Baden.

## Geschichte
In dem kleinen Ort Allemühl, der zum Kirchspiel im rund acht Kilometer entfernten Schönbrunner Ortsteil Haag mit Kirche und Friedhof in Schönbrunn zählt, gab es ursprünglich kein Kirchengebäude und keinen Friedhof. Einen eigenen Friedhof am Berg von Allemühl erhielt der Ort 1939. Ab 1947 fanden Gottesdienste im Allemühler Schulhaus statt. Der Zustrom von Sommerurlaubern in der Zeit nach dem Zweiten Weltkrieg schuf den Bedarf nach einer eigenen Kirche, über deren Bau man ab 1953 Gespräche führte. 1957 konnte ein Grundstück in Hanglage nahe dem Friedhof des Ortes erworben werden und wurde ein Bauausschuss mit Vertretern aus der kirchlichen und politischen Gemeinde gebildet. Die Bevölkerung favorisierte einen Entwurf von Architekt Wilhelm Fischer aus Schwanheim, das Kirchenbauamt in Heidelberg gab letztlich jedoch den Plänen der Heidelberger Architektin König den Vorzug. Der erste Spatenstich zum Kirchenbau erfolgte am 6. Oktober 1957, das Richtfest wurde im Frühjahr 1958 gefeiert und am 12. Oktober 1958 konnte die Kirche eingeweiht werden.
Den Großteil der Baukosten übernahm die evangelische Landeskirche in Baden, der Rest wurde mit Spenden aus der Bevölkerung und von den politischen Gemeinden Schönbrunn und Schwanheim bestritten. Die Kirchenuhr ist eine Stiftung der Gemeinden Schönbrunn und Schwanheim.
Nach einer großzügigen Spende konnten 2001 die Heizung, die Außentür und die Beleuchtung der Kirche erneuert werden.

## Beschreibung
Die Kirche ist ein verputzter Mauerwerksbau. Das rechteckige Kirchenschiff, das Platz für 70 Personen bietet, ist mit dem Altar nach Süden ausgerichtet. Über dem Eingangsbereich im Norden ist eine Glockenstube hochgezogen. Im Untergeschoss ist ein Gemeindezentrum eingerichtet, nach Osten (zum Hang hin) befindet sich eine später angebaute Leichenkammer für den Friedhof.
Altar, Altarpodest und Kanzel sind aus regionaltypischem rotem Sandstein gefertigt, die Rückwand hinter dem Altar ist mit einem Natursteinmosaik des Heidelberger Künstlers Harry MacLean versehen.
In der Glockenstube befinden sich drei Bronzeglocken der Heidelberger Gießerei Schilling. Die große Glocke wiegt 260 kg und trägt die Inschrift Hoffnung lässt nicht zuschanden werden sowie das Symbol eines Schiffes. Die mittlere Glocke wiegt 160 kg und trägt die Inschrift Unser Glaube ist der Sieg, der die Welt überwunden hat sowie das Symbol eines Palmzweigs. Die kleine Glocke wiegt 110 kg und trägt die Inschrift So man mit dem Munde bekennt, so wird man selig und das Symbol des Fisches.
Die Orgel der Kirche hat zehn Register und stammt aus der Echterdinger Orgelbauerwerkstatt Weigle.